# Lyudmila Andonova
Lyudmila Andonova (née Zhecheva le 6 mai 1960 à Novotcherkassk, en URSS) est une athlète bulgare spécialiste du saut en hauteur.
Championne de Bulgarie en 1981, 1982, 1984 et 1992, elle se classe douzième des Championnats du monde 1987, et cinquième des Jeux olympiques de 1988. Le 20 juillet 1984 lors du meeting de Berlin, Andonova établit un nouveau record du monde en sautant à 2,07 m, performance améliorée près de deux ans plus tard d'un centimètre par sa compatriote Stefka Kostadinova.